# 基耶尔
基耶尔（法語：Quiers，法語發音：[kjɛʁ] ⓘ）是法国塞纳-马恩省的一个市镇，属于普罗万区。

## 地理
基耶尔（48°36'27"N, 2°58'12"E）面积11.91 平方千米，位于法国法蘭西島大區塞纳-马恩省，该省份为法国北部内陆省份，北起瓦兹省，西接埃松省、马恩河谷省、塞纳-圣但尼省和瓦兹河谷省，南至卢瓦雷省，东南接约讷省，东临马恩省和奥布省，东北接埃纳省。
与基耶尔接壤的市镇（或旧市镇、城区）包括：库尔帕莱、克洛方丹、加斯坦、格朗皮-巴伊-卡鲁瓦。

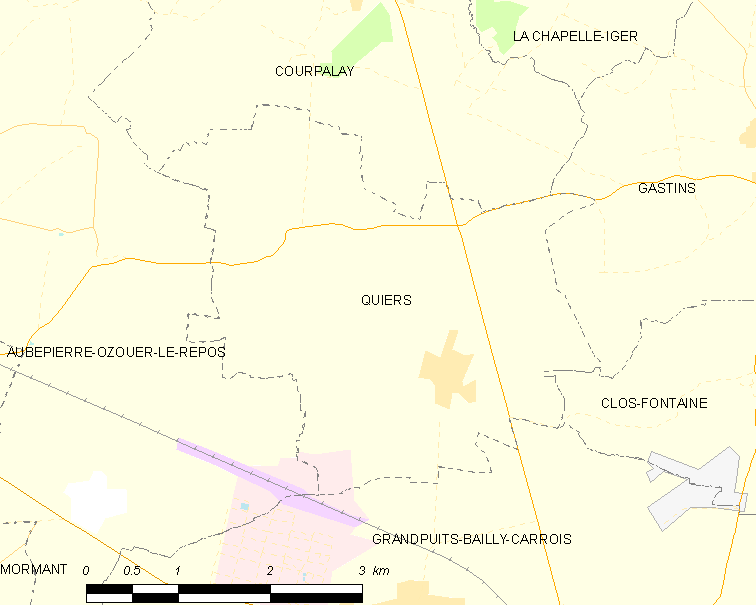
基耶尔的OSM定位图

基耶尔的时区为UTC+01:00、UTC+02:00（夏令时）。

## 行政
基耶尔的邮政编码为77720，INSEE市镇编码为77381。

## 政治
基耶尔所属的省级选区为楠日县。

## 人口

1962-2008年间基耶尔人口变化图示

基耶尔于2022年1月1日时的人口数量为652人。